# Шойбле, Мартин
Мартин Шойбле (псевдоним — Роберт М. Зоннтаг; 7 декабря 1978 г., Лёррах, Германия) — немецкий писатель, редактор, политолог. Книги Мартина Шойбле были переведены на различные языки мира (русский, украинский, испанский, арабский, китайский).

## Биография
В школьные годы Мартин Шойбле начал сотрудничать с прессой на бесплатной основе, после выпуска некоторое время работал новостным редактором немецких газет. Окончил Институт политологии имени Отто Зура при Свободном университете Берлина по специальности «политология». Во время учебы стажировался в Израиле и Палестине. Опубликовал два исследования о беженцах («Убежища, во имя Господне!») и неонацистских настроениях в Германии  («Изненавидеть») самиздатом. В 2007 году в соавторстве с израильским экономистом и дипломатом, Президентом Всемирного объединения уцелевших в Освенциме Ноахом Флюгом вышла его первая книга в крупном издательстве — «История израильтян и палестинцев», в которой описывается ближневосточный конфликт глазами очевидцев.
В 2011 году защитил кандидатскую диссертацию на тему о полевых исследованиях джихадизма. Собранные материалы легли в основу его второй документальной работы — «Джихад: террористами не рождаются», где Шойбле анализирует биографии двоих современных подростков, выбравших путь джихада (немца и палестинца). Диссертация также вышла отдельным изданием. Впоследствии Шойбле опубликовал еще две научно-популярных книги на тему Ближнего Востока: «Ничейная территория. Пешком по Израилю и Палестине» (2013) и путеводитель по зоне ближневосточного конфликта в известной серии издательства «Пипер» «Инструкция по применению» (2016), некоторые тома которой переведены в том числе и на русский язык.
Под псевдонимом Роберт М. Зоннтаг опубликовал роман-антиутопию для подростков «Сканеры» (2013), в которой описывает цифровое общество 2030-х годов. В настоящее время по заказу издательства работает над продолжением романа (созданная в промежутке сайд-стори не была опубликована).
По приглашению издательства «КомпасГид» Мартин Шойбле дважды был гостем крупных московских книжных выставок-ярмарок в 2012 и 2013 годах. В начале 2015 года вновь прибыл в Россию по приглашению Немецкого культурного центра им. Гёте в Москве и выступил с чтениями в российской столице, а также в Перми и Уфе.
В апреле 2016 года Институт им. Гёте в рамках проекта «Литературные маяки» присудил автору творческую стипендию с пребыванием в резиденции в Москве продолжительностью один месяц.
В 2017 году опубликовал новый роман «Конченое государство», посвященный усилению националистических тенденций в немецкой политике. Часть действия происходит в африканских странах.
В 2018 году посетил Украину в связи с выходом романа «Сканеры» в переводе на украинский.

## Произведения
- «Rausgehasst» («Изненавидеть»). Документальная проза. Нордерштедт: BoD, 2001. ISBN 978-3-8311-2456-5
- «Asyl im Namen des Vaters» («Убежища, во имя Господне!»). Документальная проза. Нордерштедт: BoD, 2003. ISBN 978-3-8311-5000-7
- «Die Geschichte der Israelis und Palästinenser» («История израильтян и палестинцев»). Документальная проза (в соавторстве с Ноахом Флюгом[англ.] ). Мюнхен: Carl Hanser Verlag, 2007; Мюнхен: dtv, 2009. ISBN 978-3-423-62416-9
- «Dschihadisten. Feldforschung in den Milieus» («Джихадисты. Полевые исследования на местах событий»). Диссертация. Берлин: Hans Schiler Verlag, 2011. ISBN 978-3-89930-333-9
- «Джихад: террористами не рождаются» (недоступная ссылка) («Black Box Dschihad»). Документальная проза. Мюнхен: Carl Hanser Verlag, 2011; М.: КомпасГид, 2012. ISBN 978-3-446-23665-3
- «Zwischen den Grenzen. Zu Fuß durch Israel und Palästina» («Ничейная территория. Пешком по Израилю и Палестине»). Документальная проза. Мюнхен: Carl Hanser Verlag, 2013; Фрейбург: Herder Taschenbuch, 2014. ISBN 978-3-446-24142-8
- «Сканеры» («Die Scanner»). Антиутопия. Опубликована под псевдонимом Роберт М. Зоннтаг. Франкфурт: S. Fischer Verlag, 2013, Москва: КомпасГид, 2013. ISBN 978-5-905876-58-5
- «Gebrauchsanweisung für Israel und Palästina» («Израиль и Палестина: инструкция по применению»). Путеводитель. Мюнхен: Piper Verlag, 2016. ISBN 978-3-492-27667-2
- «Endland» («Конченое государство»). Роман. Мюнхен: Carl Hanser Verlag, 2017. ISBN 978-3-446-25702-3

## Награды
- 2000 — Католическая премия для молодых журналистов
- 2007 — книга «Die Geschichte der Israelis und Palästinenser» («История израильтян и палестинцев») вошла в число 7 лучших произведений для молодых читателей по версии программы «Deutschlandfunk»[4].
- 2007 — совместная премия «Радио Бремен» и газеты «Ди Цайт» «Рысь» за книгу «Die Geschichte der Israelis und Palästinenser» («История израильтян и палестинцев»)[5].
- 2008 — книга «Die Geschichte der Israelis und Palästinenser» («История израильтян и палестинцев») номинирована на австрийскую премию «Лучшая научная книга года»[6].
- 2011 — книга «Джихад: террористами не рождаются» вошла в число 7 лучших произведений для молодых читателей по версии программы «Deutschlandfunk»[7].
- 2012 — книга «Джихад: террористами не рождаются» вошла в список рекомендованной литературы Евангелистской литературной премии[8].
- 2013 — книга «Сканеры» вошла в число 7 лучших произведений для молодых читателей по версии программы «Deutschlandfunk»[9].
- 2013 — премия Экономического клуба Литературного дома Штутгарта за книгу «Сканеры»[10].
- 2014 — книга «Сканеры» вошла в каталог «100 лучших новых книг для детей и подростков», подготовленный Центральной городской детской библиотекой имени А.П. Гайдара[11].
- 2014 — книга «Сканеры» награждена знаком «Нравится детям Ленинградской области»[12].
- 2018 — роман «Конченое государство» номинирован на Премию им. Гансйорга Мартина за лучший криминальный роман года для молодого читателя[13].